# Ligne de Bourg-en-Bresse à Bellegarde
Vous lisez un « bon article » labellisé en 2009.
Pour les articles homonymes, voir Carpates (homonymie).
La ligne de Bourg-en-Bresse à Bellegarde, dite aussi ligne du Haut-Bugey ou ligne des Carpates pour la section de La Cluse à Bellegarde, est une ligne de chemin de fer française qui relie Bourg-en-Bresse à Valserhône via Nantua. Elle s'étend sur 65 kilomètres à travers le massif du Jura, comporte des déclivités de 29 ‰ et des courbes dont le rayon s'abaisse jusqu'à 250 mètres, ce qui rend son exploitation difficile. Elle constitue la ligne 884 000 du réseau ferré national.
À l'origine, et durant tout le XXe siècle, son intérêt est purement local puisqu'elle ne dessert que quelques communes du département de l'Ain. Après la parution d'un décret, le 31 janvier 2005, déclarant « d'utilité publique et urgents les travaux nécessaires à la modernisation et à l'électrification de la ligne ferroviaire de Bourg-en-Bresse à Bellegarde-sur-Valserine », l'intérêt devient international car elle permet un gain en temps et distance entre Paris et Genève.
La ligne, déjà fermée aux voyageurs depuis 1990 entre La Cluse et Bellegarde, a été intégralement fermée au trafic de voyageurs en septembre 2005 pour en permettre la restructuration complète. Le trafic voyageurs TER a été reporté sur route. La modernisation de la partie exploitée et la réouverture de la partie neutralisée, en décembre 2010,, constituent un élément de maillage du réseau TGV français et TGV Lyria entre Genève et Paris.

## Histoire de la ligne

### Des débuts à l'arrêt de l'exploitation

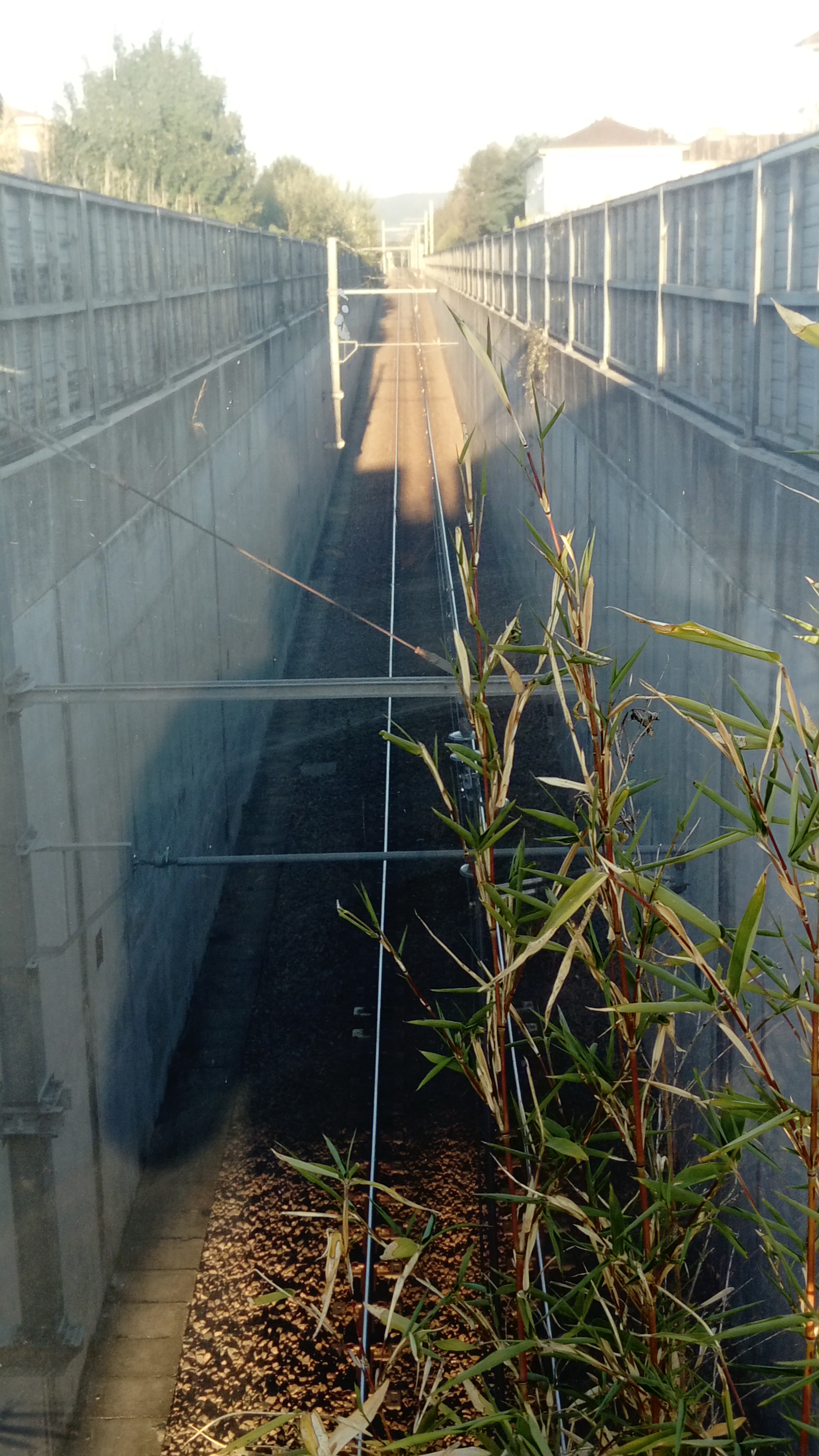
Ligne ferroviaire en direction de Bellegarde-sur-Valserine à la sortie du souterrain du boulevard de Brou à Bourg-en-Bresse.

L'histoire de la ligne du Haut-Bugey débute en 1866. La Compagnie des Dombes et des chemins de fer du Sud-Est, fondée en 1863, devient concessionnaire d'une ligne dont l'objectif est de relier les communes de Bourg-en-Bresse à celle de La Cluse par une convention signée le 1er septembre 1866 entre le conseil général de l'Ain et Messieurs Lazare Mangini et ses fils. Cette convention est approuvée par un décret impérial déclarant la ligne d'utilité publique le 30 mars 1867,. Ce projet, jugé « insuffisamment rentable » par les grandes compagnies est adopté grâce à une loi de 1865 permettant à des lignes jugées « d'intérêt local » d'être financées par les conseils généraux des départements et les communes concernées. Les travaux ne débutent qu'en septembre 1872 après un report provoqué par le conflit de 1870. La Compagnie des chemins de fer de Paris à Lyon et à la Méditerranée (PLM), dont la compagnie des Dombes devient un concurrent non négligeable, impose l'implantation de gares communes avec son réseau existant et par conséquent la nécessité de construire une voie à écartement normal permettant la compatibilité des lignes.
Le profil difficile de la région a nécessité une construction par étapes de la ligne. L'ouverture du premier tronçon a eu lieu le 10 mars 1876, il s'agit de celui reliant Bourg-en-Bresse à Simandre-sur-Suran, long d'environ 22 kilomètres. Le 6 juillet de cette même année, la voie a été prolongée de 3 kilomètres pour rejoindre Bolozon. Cette portion a la particularité de contenir deux grands ouvrages d'art que sont le tunnel de Racouse, long de 1,7 kilomètre, et surtout le viaduc de Cize-Bolozon long de 245 mètres qui traverse la rivière d'Ain dont le coût fut de 339 000 FF de l'époque. Ce pont à arches a la particularité de permettre le passage des trains au niveau supérieur, et celui des voitures en dessous. Par la suite, trois nouveaux tunnels ont permis de relier Bolozon à La Cluse, dont celui de Mornay, le plus long de la ligne avec 2,6 kilomètres. La ligne de Bourg-en-Bresse à La Cluse a été ouverte le 29 mars 1877 par la Compagnie des Dombes et des Chemins de Fer du Sud-Est.
La section de la Cluse à Bellegarde est concédée à cette même compagnie par une convention signée le 6 février 1877 entre le ministre des Travaux publics et la compagnie. Cette convention est approuvée par une loi le 24 mars 1877 qui déclare la ligne d'utilité publique à titre d'intérêt général. Cette même loi reclasse la section entre Bourg et la Cluse dans le réseau d'intérêt général.

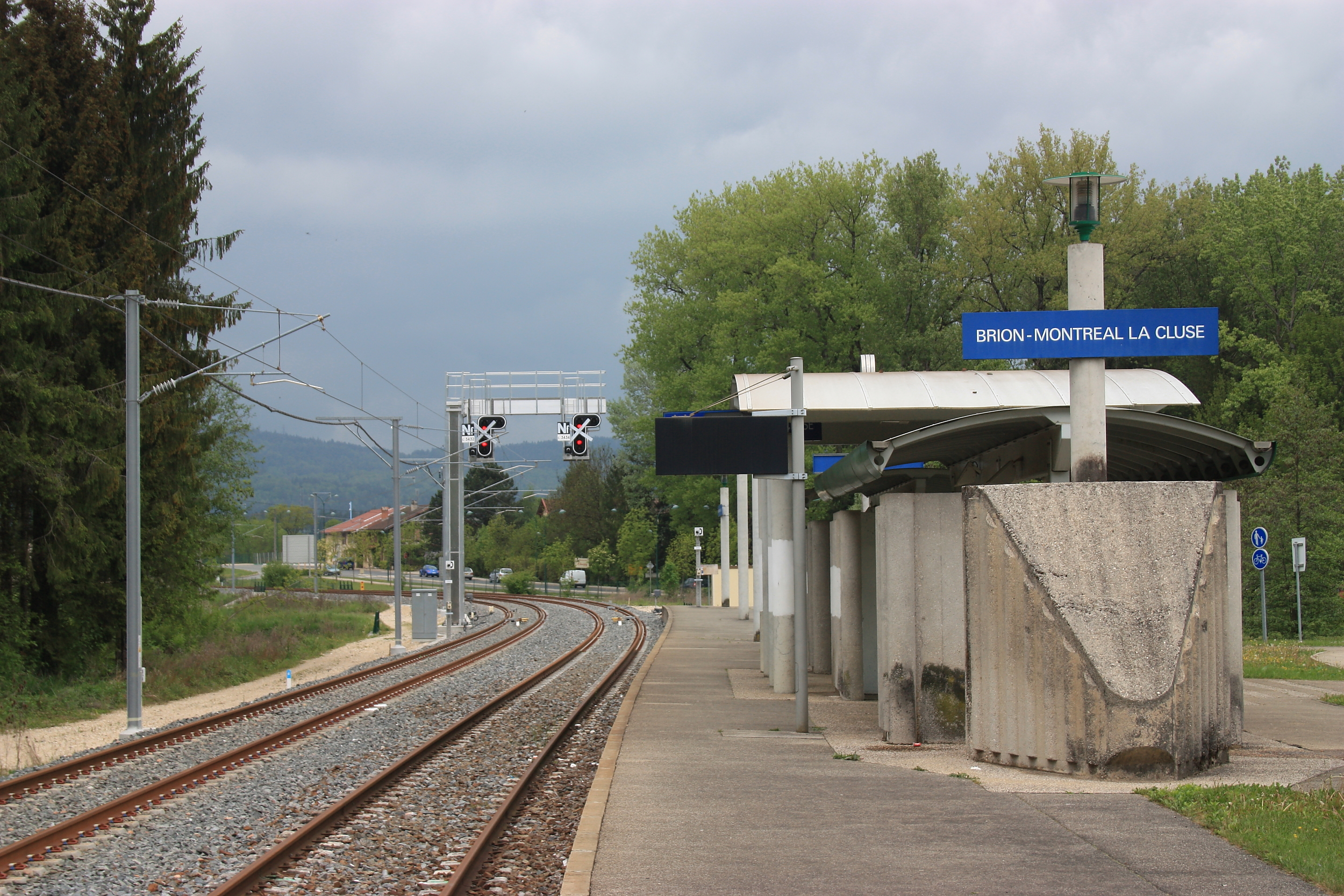
En gare de Brion, à gauche la ligne de Bellegarde et à droite la ligne d'Oyonnax

À partir de 1878, le plan Freycinet prévoit que les lignes jugées d'intérêt local à écartement normal soit reclassées dans le réseau général en vue d'un rachat par l'État. L'objectif annoncé est d'y permettre l'exploitation par les grandes compagnies. M. Mangini, directeur et fondateur de la Compagnie des Dombes et des Chemins de Fer du Sud-Est, signe un contrat d'accord en juillet 1881. Celui-ci inclut la construction de la fin du tracé, classé d'intérêt général jusqu'à Bellegarde-sur-Valserine. La liaison et par conséquent la totalité de la ligne sont ouvertes le 1er avril 1882. Le 26 mai 1883, la Compagnie des Dombes et des Chemins de Fer du Sud-Est signe un traité de rachat avec la Compagnie des chemins de fer de Paris à Lyon et à la Méditerranée. Cette convention est approuvée par une loi le 20 novembre 1883 qui reclasse la ligne de Chalon-sur-Saône à Bourg-en-Bresse dans le réseau d'intérêt général. Le rachat est effectif au 1er janvier 1884 et provoque la dissolution de la Compagnie des Dombes et des Chemins de Fer du Sud-Est le 23 janvier 1884. En 1886, la ligne d'Andelot-en-Montagne à La Cluse la relie à l'artère Dijon - Lausanne.

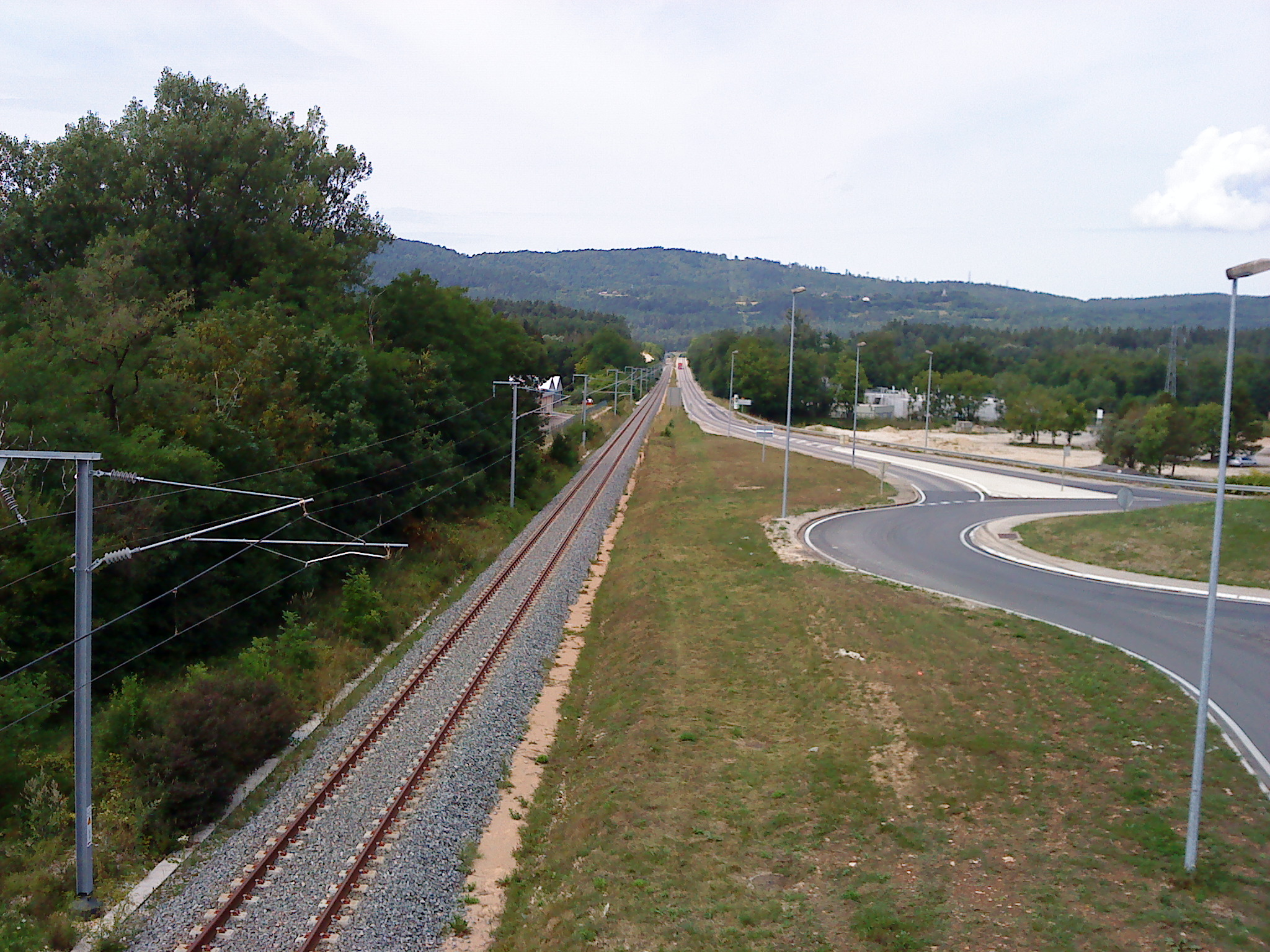
Ligne en direction de Bourg-en-Bresse

Les années d'exploitation de la ligne ont été le théâtre de quelques incidents. Le 1er août 1904, le bâtiment voyageurs de Bellegarde disparaît dans un incendie, il est reconstruit entre 1906 et 1913. Quelques années plus tard, le 11 avril 1922, un éboulement à hauteur de la commune des Neyrolles neutralise complètement la voie. Une déviation provisoire fut mise en place le 3 juin, suivie par la construction d'un nouveau tracé dévié et d'une nouvelle gare, construite en 1932. La Seconde Guerre mondiale n'a pas épargné la ligne. La région du Haut-Bugey étant le lieu d'une forte implantation de maquisards, cette ligne était un enjeu stratégique. Plusieurs ponts ont été détruits en 1944. Le pont sur le Suran a été le premier le 8 juillet, suivi par le viaduc de Cize-Bolozon le 12 et le pont sur la Reyssouze le 2 septembre. C'est seulement à partir du 14 mai 1950, date de réouverture du viaduc de Cize-Bolozon, que les trains peuvent à nouveau parcourir la ligne de bout en bout.
Après la fermeture au trafic de la ligne entre La Cluse et Bellegarde en 1990 la gare de La Cluse se retrouve en cul-de-sac, obligeant les trains de Lyon et Bourg-en-Bresse vers Oyonnax et Saint-Claude à effectuer un rebroussement. Pour remédier à cet inconvénient, un raccordement direct est mis en service en 1996 ; la gare de La Cluse n'est plus desservie et, pour la remplacer, la gare de Brion - Montréal-la-Cluse est créée. Un dernier incident a eu lieu avant la restructuration de la ligne. Le 2 mai un autorail a été victime d'un incendie dans le tunnel de Mornay. Le feu a pris à environ 300 mètres de la sortie du tunnel, côté Bolozon. À l'époque, cet accès étant très difficile, quatre-vingts pompiers ont été appelés pour éteindre le sinistre. La rame a été évacuée le lendemain et la voie nettoyée.
Juste avant la mise en œuvre du « projet du Haut-Bugey », la ligne n'était desservie que par des TER Rhône-Alpes vers Oyonnax et Saint-Claude sur la section Bourg-en-Bresse - Brion-Montréal-La Cluse. À partir de septembre 2005, plus aucun train ne circule sur la ligne et ceci pendant toute la durée de sa restructuration.

### Restructuration de la ligne

#### Une alternative à une LGV très coûteuse
Dans les années 1990, des études de tracés pour la liaison Paris - Genève ont eu lieu dans le but de réduire le temps de parcours entre les deux villes. Des études de faisabilité pour la construction d'une nouvelle LGV, traversant notamment Mâcon et Ambérieu-en-Bugey avaient été financées par certains cantons suisses et les départements de l'Ain et de la Haute- Savoie. Or le coût élevé estimé de réalisation a obligé les parties à se tourner vers d'autres projets dont la réalisation était moins coûteuse. En comparaison, il a été estimé le coût de la minute gagnée pour chacun des projets : La LGV Mâcon - Genève aurait eu un coût de 190 000 FF par minute gagnée, et le projet du Haut-Bugey 76 000 FF par minute gagnée, soit un rapport supérieur à deux. Le « projet du Haut-Bugey » a donc été choisi par l'intérêt de pouvoir réduire de 47 kilomètres le tracé entre Paris et Genève, dans le but de réduire le temps de trajet qui a été estimé à 3 heures. De plus, ce projet permet également d'alléger la liaison Bourg-en-Bresse - Ambérieu - Culoz utilisée par le fret.

#### Les travaux

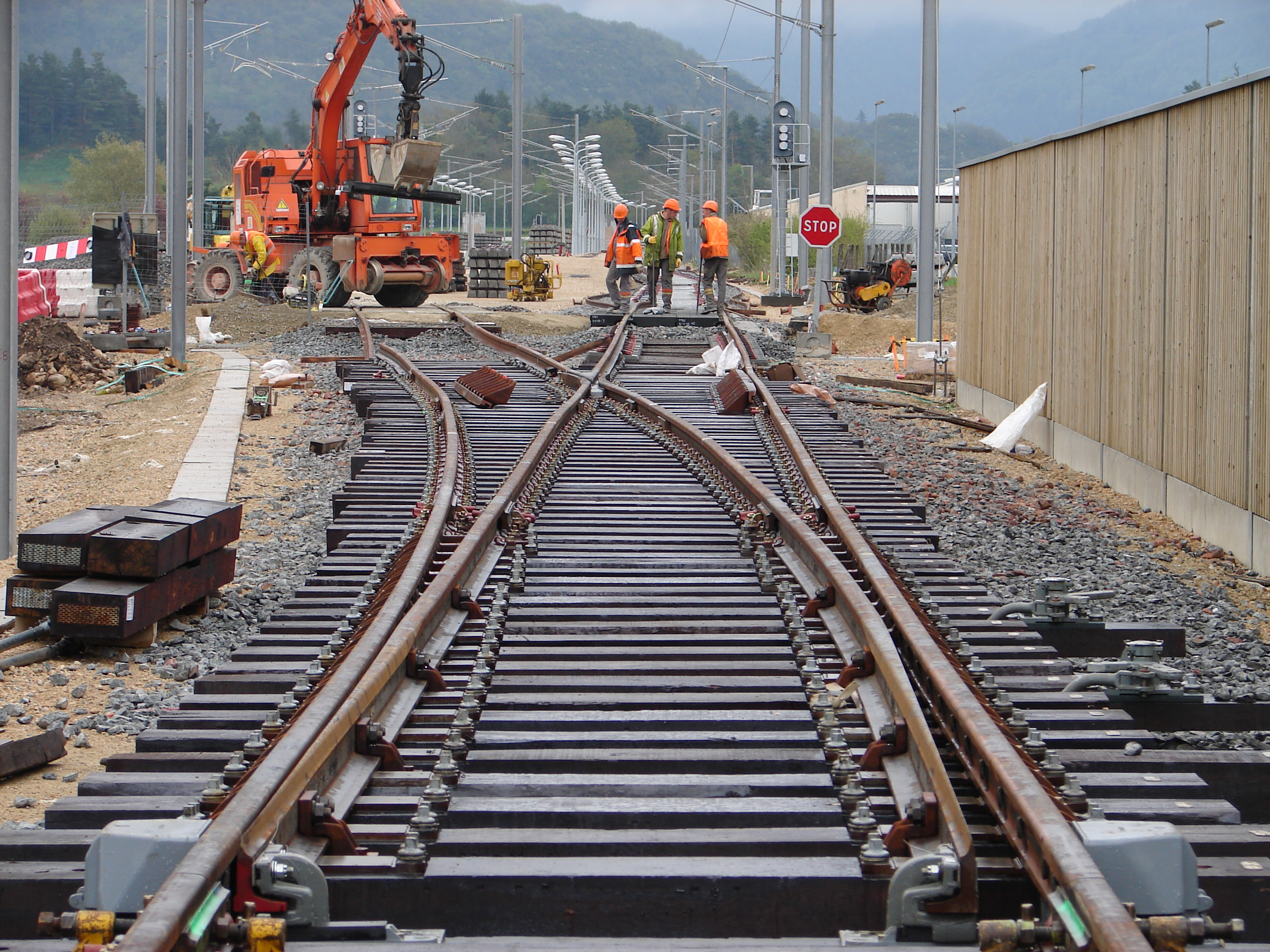
Travaux au passage à niveau no 34.

Les travaux ont débuté en février 2007 avec une mise en service, initialement prévue pour septembre 2009, mais qui a été reportée à la fin de l'année 2010 à cause du retard pris par le chantier, notamment les problèmes d'attribution de marchés à Bellegarde. Il ne s'agit pas d'une ligne à grande vitesse mais d'une ligne classique en jonction entre la LGV Sud-Est et la Ligne Lyon - Genève. En effet, le relief escarpé, avec des courbes de faibles rayons (jusqu'à 292 mètres) ne permet pas aux trains de circuler à très grande vitesse. Les trains ne peuvent pas circuler à plus de 120 kilomètres par heure.
Le financement des 341 millions d'euros (317,5 sans la création du pôle d'échanges de Bellegarde) est réparti entre :
- la France, par l'intermédiaire de l'AFITF 127,45 millions d'euros
- la Suisse, pour 110 millions d'euros
- RFF pour 79,15 millions d'euros
- la SNCF pour 6,95 millions d'euros
- des collectivités territoriales françaises pour 17,45 millions d'euros répartis entre :
  - la région Rhône-Alpes (6,93 M€)
  - le département de l'Ain (5,26 M€)
  - le département de la Haute-Savoie (4,30 M€)
  - la commune de Bellegarde (0,96 M€)

Ces travaux sont l'occasion d'une réhabilitation complète de la voie existante. La plupart des ouvrages d'art ont été consolidés, les zones sensibles à flanc de montagne protégées par des filets de protection. Le sol de certains tunnels a été abaissé pour permettre l'installation des caténaires et certains passages à niveau ont été supprimés avec la construction de ponts ou de tunnels, mais également par regroupement. L'électrification est faite en 25 kV 50 Hz au moyen de plusieurs postes d'alimentation situés le long de la ligne. Un autre point sensible était la préservation de l'environnement naturel comme les sites remarquables des lacs de Nantua et de Sylans notamment, mais également un effort d'intégration dans les agglomérations avec la construction de murs anti-bruit.

## Description de la ligne

### Le tracé

Carte de la ligne.

La ligne du Haut-Bugey relie Bourg-en-Bresse à Valserhône. À la sortie de la gare de Bourg-en-Bresse, située au cœur de la commune, la ligne traverse plusieurs lotissements en direction du sud. Elle croise la route départementale 1075 au moyen d'une trémie conçue à l'occasion de la rénovation de la ligne, puis la route départementale 979 par un passage à niveau. Le tracé passe ensuite au-dessus de l'autoroute A40 pour rejoindre les premières pentes du Revermont au niveau de la commune de Ceyzériat. Ensuite, la ligne croise plusieurs fois la départementale dans un relief qui l'oblige à avoir un tracé sinueux et pentu. Après la commune de Villereversure, puis Simandre-sur-Suran, le tracé connait un relief moins vallonné. Le deuxième chainon du Revermont est traversé grâce au tunnel de Racouse (Grand Corent) qui débouche sur la vallée de l'Ain et la gare de Bolozon. Il vient ensuite une longue montée sur les premières pentes des Monts Berthiand et à travers le tunnel de Mornay, pour déboucher sur la gare de Nurieux-Volognat. Le tracé file jusqu'à Nantua en traversant la commune de Port et en longeant le lac de Nantua. De nouveaux vallons apparaissent au niveau des Neyrolles pour longer le lac de Sylans et monter jusqu'au niveau de la commune de Charix. La ligne plonge ensuite dans la vallée de la Semine en direction de la gare de Bellegarde.
Avant la restructuration, la ligne comptait cinquante-huit passages à niveau. Les travaux de 2007 ont permis de réduire leur nombre à quarante. Cette réduction a pu être effectuée en construisant des ponts-routes, des ponts-rails ou en regroupant plusieurs passages à niveau reconnus comme dangereux ou peu fréquentés. Après les travaux, tous les passages à niveau sont automatiques et munis de barrières et feux rouges de sécurité.
En gare de Bourg-en-Bresse, il existe deux raccords vers les lignes en direction de Besançon et en direction de Mâcon. À l'opposé, en gare de Bellegarde-sur-Valserine, la ligne rejoint celle de Lyon - Genève. Enfin, il existe une jonction avec la ligne d'Andelot-en-Montagne à La Cluse en gare de La Cluse.

### Armement de la voie

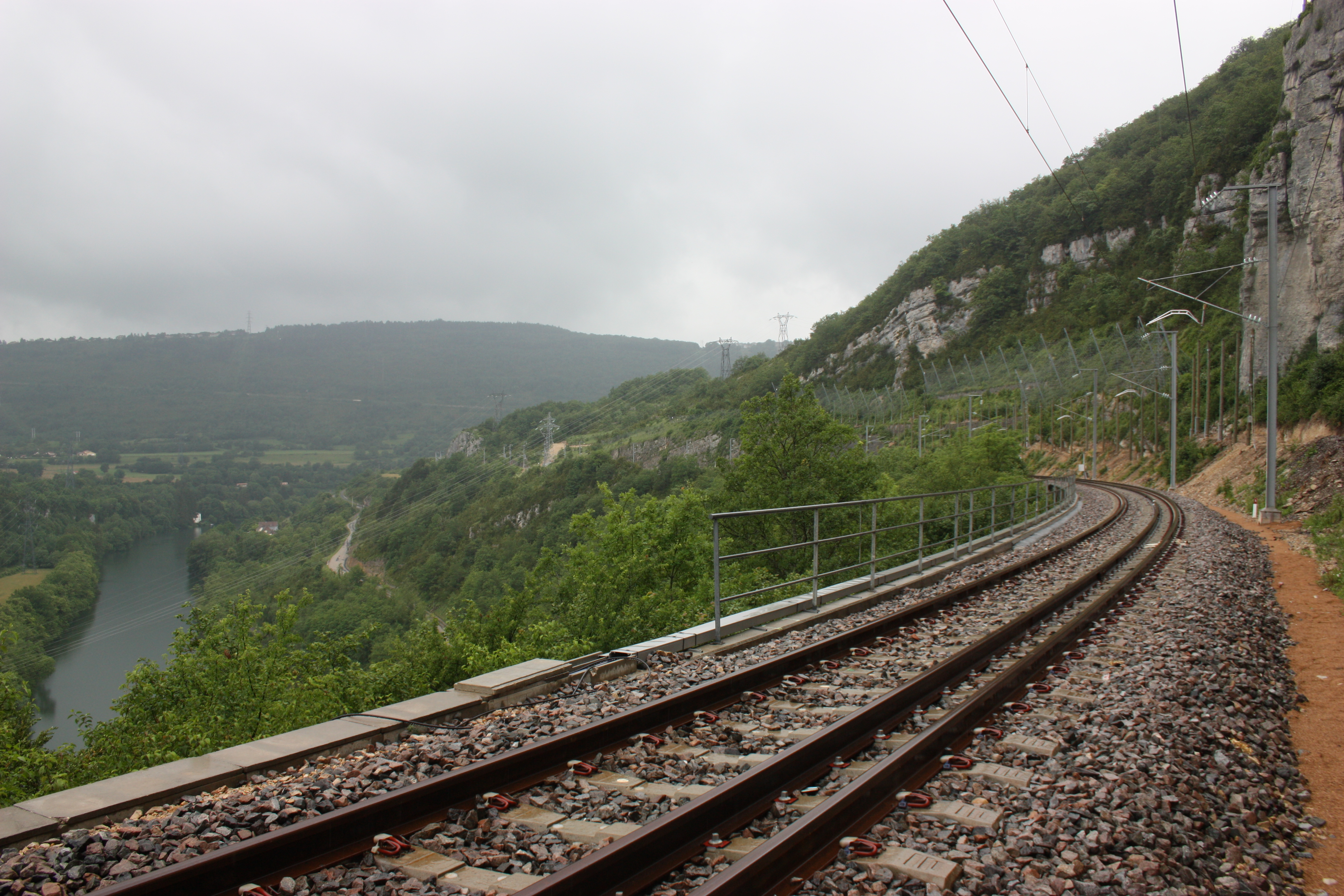
La ligne près de Cize-Bolozon

En moyenne, 1 666 traverses en béton par kilomètre de ligne sont posées. Celles-ci sont parfois monobloc, ou bi-bloc selon les contraintes de courbes ou d'infrastructures, mais pour certaines zones plus délicates, des traverses en bois exotique dur sont utilisées. Les barres de rail sont longues de 108 à 120 mètres. Celles-ci sont fixées aux traverses par un système de fixation rapide appelé fast-clip. De plus, le système LRS par soudure aluminothermique permet la diminution des émissions sonores par la suppression de la plupart des joints de rails.

### Profil

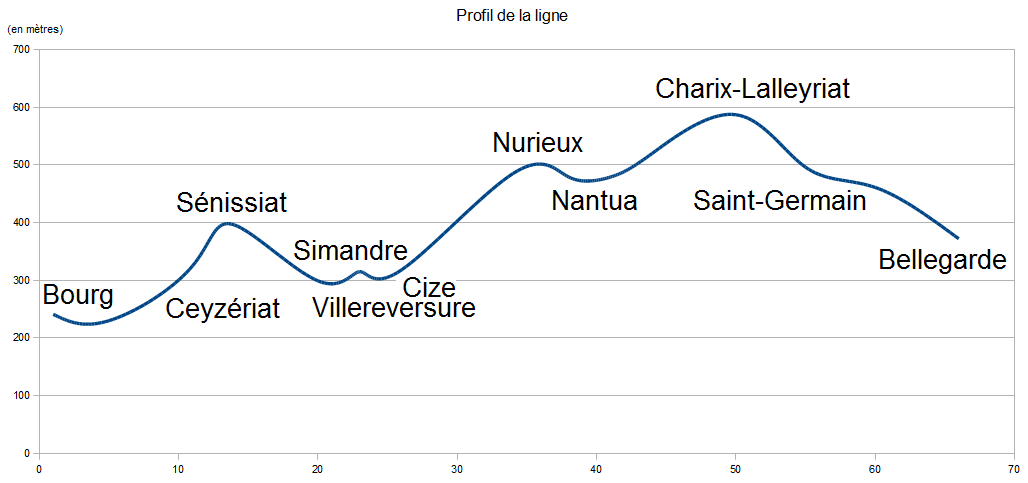
Profil de la ligne.

La ligne traverse plusieurs secteurs géographiques différents : la plaine, avec la Bresse, puis un paysage plus escarpé avec le Revermont et le Haut-Bugey. Cette caractéristique montagneuse a deux principales conséquences pour la ligne :
- elle est sinueuse, le rayon des courbes atteignant parfois 300 mètres[8] (le rayon minimal des courbes est de 292 mètres dans le tunnel de Bolozon 2 et de 209 mètres en gare de Bellegarde).
- elle possède une forte dénivellation, son altitude variant d'environ 240 mètres à Bourg-en-Bresse à 587 mètres au niveau de Charix-Lalleyriat[25]. La déclivité maximale est de 35 ‰ au niveau de la trémie remplaçant le PN 5[8] ;

Plusieurs tunnels sont traversés. Après la mise à ciel ouvert du tunnel de La Crotte, on en dénombre une dizaine le long des 65 kilomètres de voies. La longueur cumulée de ceux-ci représente 7,3 kilomètres dont les deux plus longs sont celui de Mornay (2 589 mètres) et celui de Racouze (1 689 mètres).

### Vitesses d'exploitation
Le premier tronçon entre Bourg-en-Bresse et Ceyzériat est relativement roulant et plat avec des longues courbes. Il permet donc une exploitation maximale des vitesses sur la ligne, c'est-à-dire de l'ordre de 120 kilomètres par heure. Ensuite, jusqu'à Villereversure celle-ci est de 90 kilomètres par heure. En effet, la ligne possède davantage de courbes serrées et plusieurs passages à niveau. Cette caractéristique reste à peu près la même jusqu'à Cize où les vitesses sont de 90 à 100 kilomètres par heure. La traversée du viaduc de Cize-Bolozon se fait à vitesse réduite (80 km/h) pour reprendre un rythme élevé dans le tunnel de Mornay et jusqu'à Brion à une vitesse de 120 kilomètres par heure. Après Brion, les différentes courbes, passages à niveau et villages traversés nécessitent une vitesse moindre, de l'ordre de 100 kilomètres par heure, et même 90 kilomètres par heure entre Saint-Germain-de-Joux et Bellegarde.
Les zones de croisement, à proximité des PIPC ont, pour la plupart, une vitesse limitée à 60 kilomètres par heure. Les exceptions sont la troisième voie en gare de Nurieux, celle qui est réservée aux TER où la vitesse est limitée à 30 kilomètres par heure et la bifurcation en direction d'Oyonnax où la vitesse est limitée à 80 kilomètres par heure.
Les années précédant le TGV ne permettaient pas de telles vitesses. En effet, les courbes non dénivelées et la puissance moindre des trains obligeaient une allure plus modérée. Celle-ci était de 90 kilomètres par heure jusqu'à Ceyzériat puis 80 kilomètres par heure jusqu'à la montée située après Bolozon où la vitesse était réduite de 15 km/h jusqu'à la Brion - Montréal-la-Cluse qui terminait, depuis 1990, l'exploitation de la ligne du Haut-Bugey.

## Les gares
La ligne du Haut-Bugey a compté jusqu'à quatorze gares le long de ses 65 kilomètres de ligne. Les cinq premières à avoir été mises en service le 10 mars 1876 sont celles de Bourg-en-Bresse, Ceyzériat, Sénissiat-Revonnas, Villereversure et Simandre-sur-Suran. Celle de Cize-Bolozon située sur la rive gauche de la rivière d'Ain, après le viaduc, a été ouverte quatre mois plus tard. Puis, la liaison Bourg - La Cluse s'est conclue par l'ouverture des gares de Nurieux et de La Cluse en 1877. Enfin, les six dernières gares ont été exploitées de 1882 à 1990, il s'agit des gares de Nantua, des Neyrolles, de Charix - Lalleyriat, de Saint-Germain-de-Joux, Châtillon-en-Michaille et de Bellegarde-sur-Valserine.
Après les travaux de 2007, la ligne dispose de huit gares. Trois d'entre elles sont des gares desservies par le TGV, il s'agit de la gare de Bourg-en-Bresse, de la halte de Nurieux-Volognat et la gare de Bellegarde. Les deux premières sont également des gares TER. En effet, la restructuration de la ligne ne permet pas, pour l'instant (2016) de faire circuler des trains TER sur le tronçon La Cluse-Bellegarde. Mais quelques aménagements supplémentaires devraient permettre de le faire.

### Gare de Bourg-en-Bresse

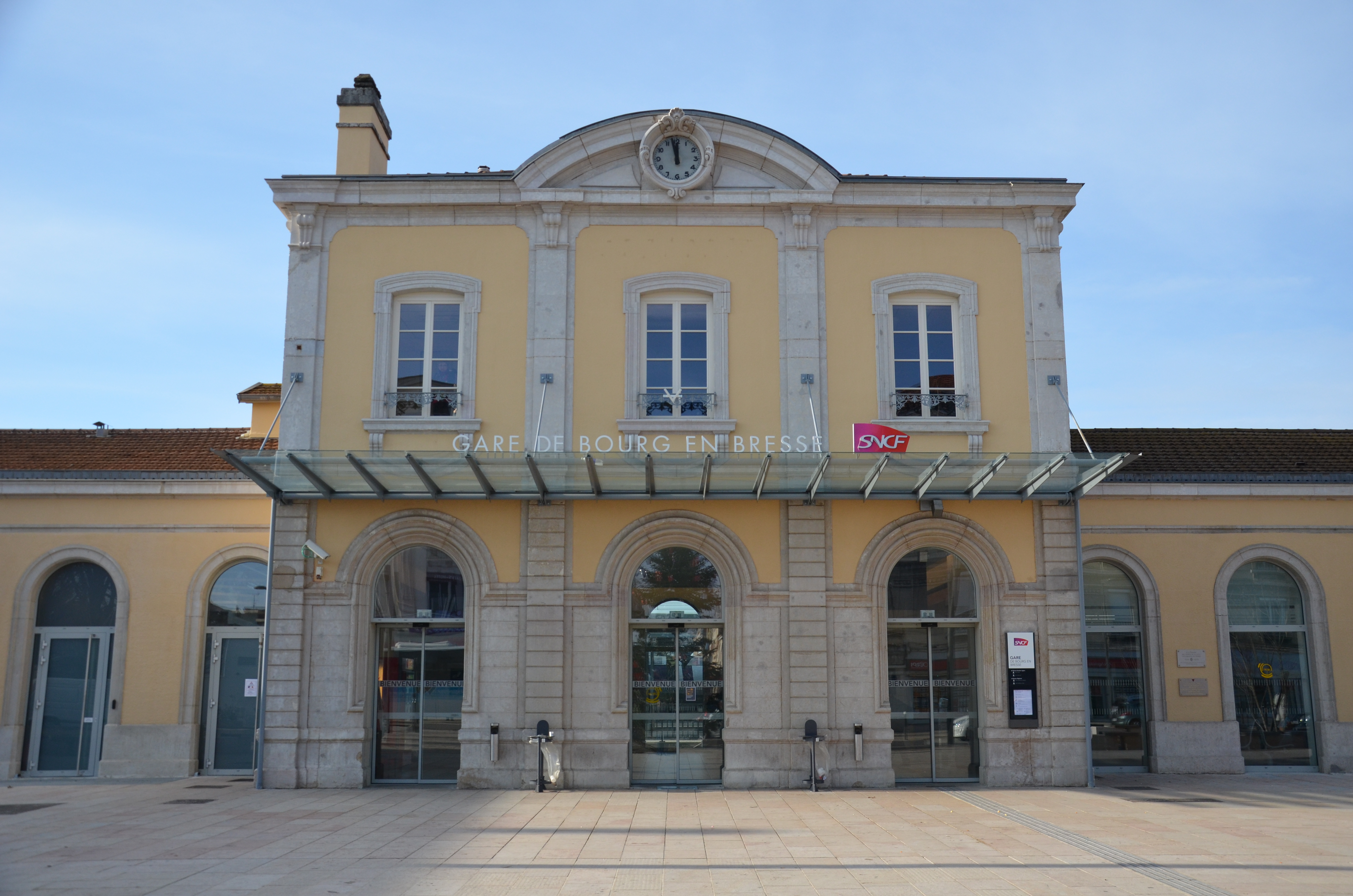
Façade de la gare.

La gare de Bourg-en-Bresse est ouverte depuis le 1er septembre 1866. Elle est le point de départ de la ligne du Haut-Bugey qui a été ouverte en 1876. Cette gare implantée dans la préfecture du département a une grande activité puisqu'elle est située au carrefour de plusieurs lignes. Elle reçoit les TGV venant de Paris (gare de Lyon) en direction de Genève ou Annecy, mais également ceux circulant sur la ligne reliant Strasbourg à Marseille. Les autres trafics sont les trains Intercités entre Strasbourg et Lyon, et plusieurs lignes TER telles que la ligne des Dombes et les dessertes vers Chalon-sur-Saône.

### Halte de Nurieux-Volognat

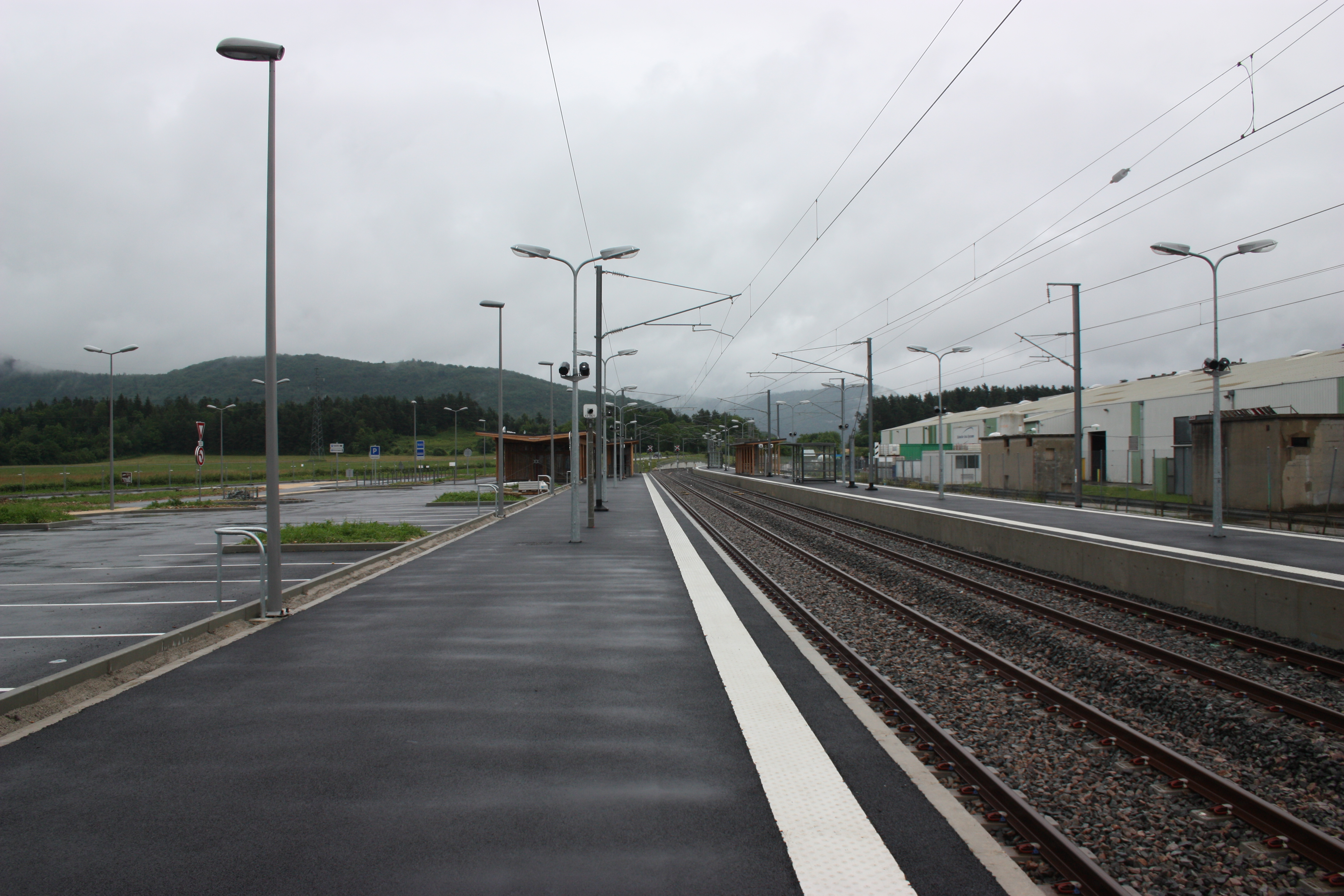
Nouveaux quais de la gare.

Le projet a permis la construction d'une halte à Nurieux-Volognat, à proximité du bassin industriel d'Oyonnax, nommé la Plastics Vallée. Ce secteur spécialisé dans les entreprises de plasturgie compte plus de cinq cent cinquante établissements regroupant plus de douze mille salariés. Ce secteur pourvu uniquement d'une autoroute A404 bénéficiera désormais de liaisons TGV pour les voyages d'affaires ou de loisirs.
Cette halte est constituée de trois voies et de deux quais. Le quai central est long de 400 mètres et réservé au TGV, le latéral est utilisé pour les TER et long de 200 mètres. La voie opposée à la gare est la voie dite directe. Elle est empruntée par les TGV ne s'arrêtant pas à Nurieux-Volognat. L'accès voyageurs au quai central est effectué au moyen d'un passage souterrain construit dans le cadre des travaux. Deux ascenseurs ont également été construits. L'ancien bâtiment voyageur a été détruit et un nouveau bâtiment sera construit le long de la nationale. Cette commune rurale a également dû développer son plan d'urbanisme pour prévoir des accès aux véhicules. Ce plan comporte la construction d'un rond-point à l'entrée de la commune permettant l'accès au nouveau parking de la halte.
Cette halte accueille deux arrêts TGV par jour. Le premier, tôt le matin, à destination de Paris et le second dans le sens retour avec une arrivée aux alentours de 20 h 30.

### Gare de Bellegarde

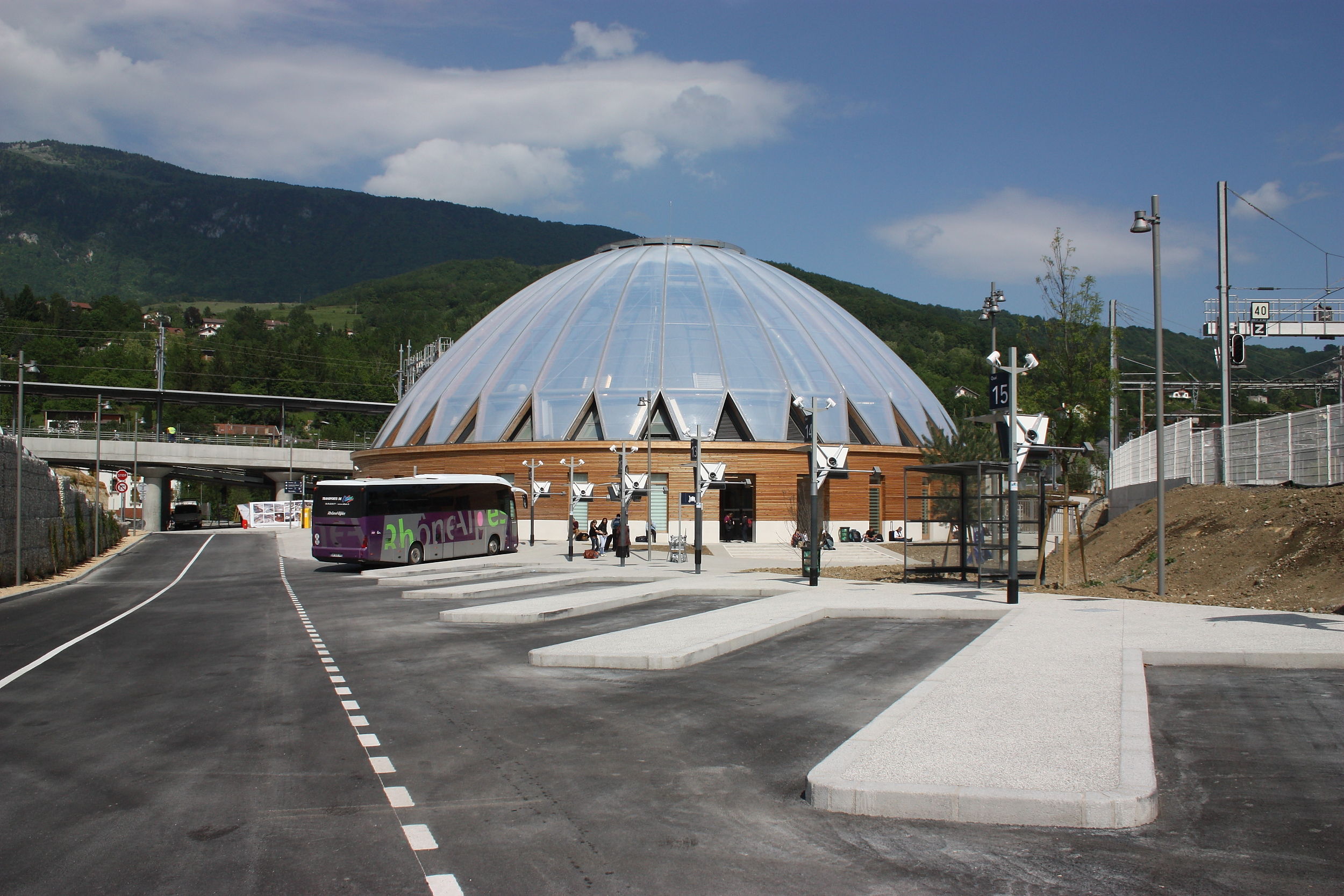
La gare de Bellegarde en 2010.

La gare de Bellegarde marque la fin de la ligne du Haut-Bugey. La ligne l'a rejointe le 1er avril 1882.
La construction d'un pôle d'échange sur la commune de Bellegarde-sur-Valserine a été engagée en 2007. Les travaux ont commencé par un terrassement du site puis la construction de viaduc d'accès avec la nouvelle gare et un passage souterrain permettant l'accès aux quais.

## Trafic

### Matériel roulant

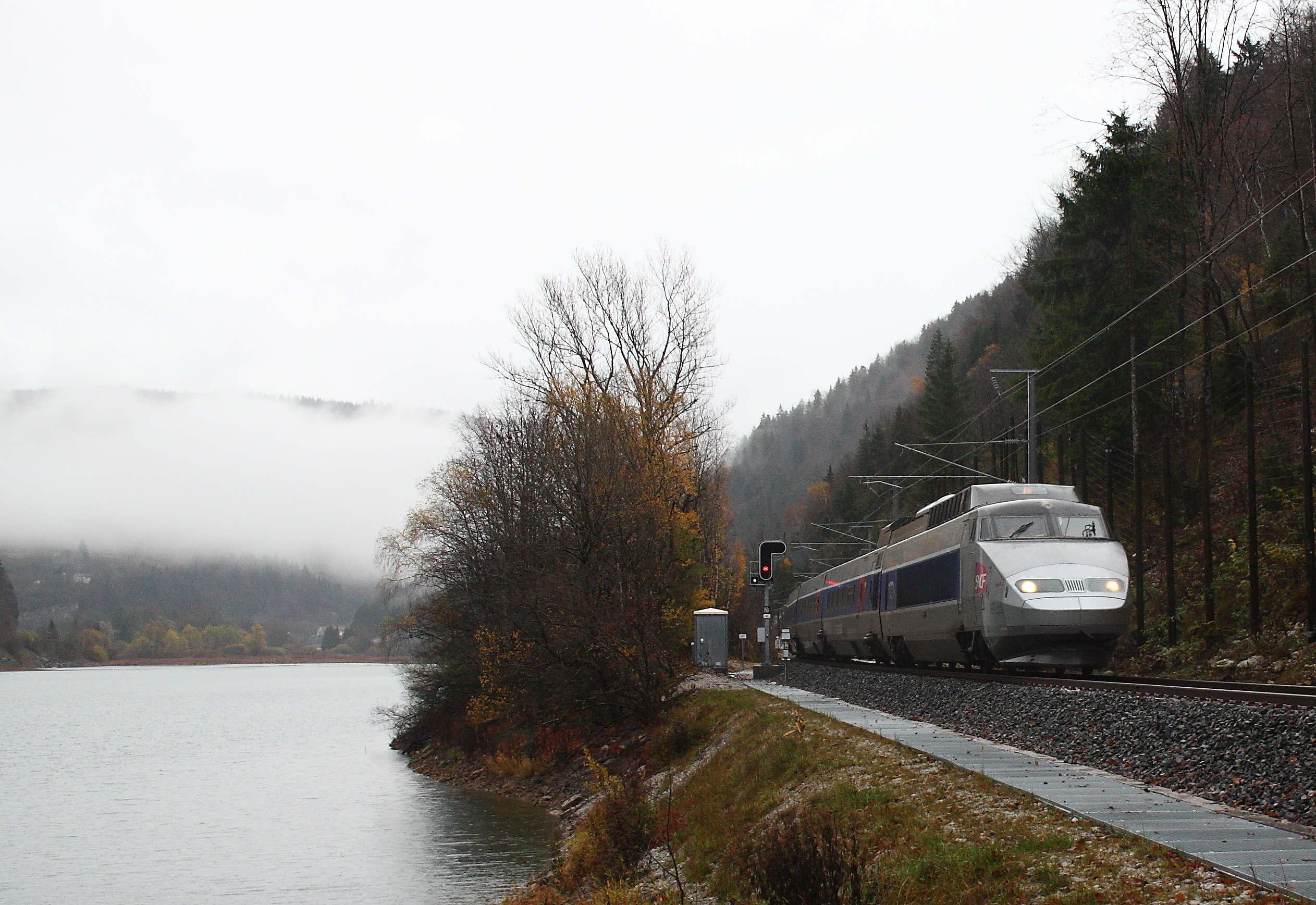
TGV Sud-Est le long du lac de Sylans

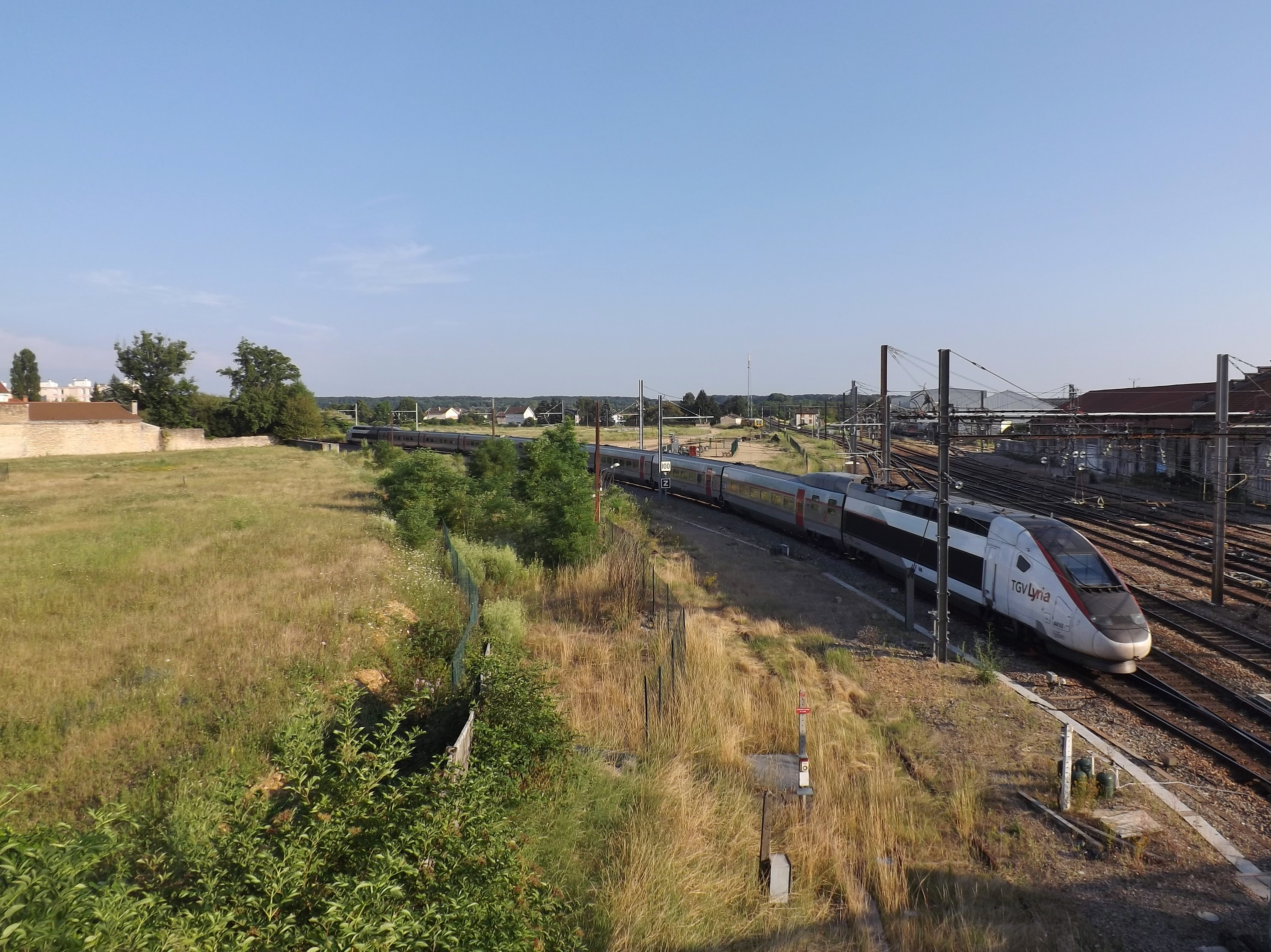
Un TGV POS quittant la ligne à son arrivée à Bourg-en-Bresse.

Plusieurs types de matériel roulant ont évolué sur la ligne,.
Au XXe siècle, les locomotives à vapeur suivantes ont circulé sur la ligne : 140 B, 140 F, 140 J, 140 L et 230 A ; les mythiques 141 R ont fait quelques brefs passages.
Dès les années 1950, les BB 63000 (ex 040-DE) parcourent assidûment la ligne aussi bien en tête des trains de marchandises, que des trains de voyageurs. Puis vinrent les BB 66000 (ex 040-DG) et enfin les BB 67300 qui assuraient les dessertes marchandises jusqu'au milieu des années 1990.
Les autorails étaient également très présents, notamment les autorails ABJ et FNC.
Depuis les années 1980, plusieurs types d'autorails ont été utilisés. Les autorails de la série X 3800 « Picasso » ont effectué des liaisons entre Bourg-en-Bresse et Bellegarde-sur-Valserine jusqu'aux années 1980, puis ils ont été remplacés par les X 2100, notamment entre La Cluse et Bellegarde. On pouvait les trouver accouplés à un X 2800, autorail puissant destiné à la traction de plusieurs remorques et aux reliefs escarpés, mis à contribution jusqu'à la fermeture de la ligne pour la rénovation. Des autorails de nouvelle génération de la série X 73500 étaient parfois utilisés en complément des X 2800.
Du fait de l'intérêt de la ligne, lors d'un tour du Jura, le 13 février 2005, la section Bourg - Brion a vu circuler le X 4039 (série X 3800), autorail préservé propriété de l'association « Les Autorails de Bourgogne & de Franche Comté ».
Il y a neuf allers-retours en 2011 (contre sept en 2010 via Culoz) et dix étaient prévus à partir de 2012 mais il n'y en a plus que huit en 2016. Les élus de Haute-Savoie ont dénoncé le fait que les communes du nord de leur département (Évian-les-Bains Annemasse, Thonon-les-Bains…) et de la vallée de l'Arve (Chamonix) ne seront pas desservies par le TGV alors que leur participation au financement de la ligne avait été conditionnée à la mise en place de cette liaison. Quant au TER, quoique la circulation entre Bourg et Saint-Claude soit rétablie depuis décembre 2010, ce sont des autocars qui l'assurent, sauf un seul aller-retour par les B 81500, donc sans profiter de l'électrification.
Avec ce nouvel itinéraire pour les TGV, libérant la ligne via Culoz, les nouveaux sillons autorisent de nouveaux trains via La Cluse-Nantua. La société Thalys envisage le rétablissement du TGV Bruxelles-Genève, supprimé car la saturation de la ligne, via Ambérieu, entraînait un sillon mal adapté, pour ce train, avec une arrivée trop tardive à Genève aux alentours de minuit sans possibilités de correspondances.

### Temps de parcours

#### Temps en 1973
En 1973 une dizaine de trains circulent chaque jour entre Bourg-en-Bresse et Bellegarde,. Deux trains effectuent un trajet complet avec un départ à 5 h 50 et un à 7 h 39. Ils parcourent les 65 kilomètres qui séparent les deux villes en 1 h 40, soit une vitesse moyenne de 39 kilomètres par heure en incluant les arrêts en gare. Cinq trains n'effectuent que la première partie de ligne avec un terminus en gare de La Cluse, le temps de parcours est d'environ 51 minutes pour une vitesse moyenne de 41,5 kilomètres par heure. Enfin, trois trains n'effectuent que la liaison La Cluse - Bellegarde en 42 minutes. Dans le sens Bellegarde - Bourg, dix trains circulent chaque jour. Or, seulement deux effectuent la liaison complète. Il s'agit des trains de 18 h 22 et 20 h 29. Pour les autres trains, quatre effectuent la liaison Bellegarde - La Cluse, et quatre autres la liaison La Cluse - Bourg. À cette époque, sur la ligne, aucun train ne circule de nuit. En effet, le premier train part à 5 h 50 en gare de Bourg-en-Bresse et le dernier a son terminus en gare de La Cluse à 23 h 25. Cependant, un train de nuit emprunte la ligne jusque dans les années 1960, il s'agit des trains 2427/2428 Paris-Gare de Lyon-Bellegarde, il est couplé au 527 Paris-Berne jusqu'à Andelot puis descend jusqu'à Bellegarde via Saint-Claude et la Cluse.

#### Temps de parcours en 2005
La portion La Cluse - Bellegarde ayant été fermée en 1990, seule la portion Bourg - Brion est exploitée en 2005,. On compte en moyenne sept trains par jour, dont seulement trois s'arrêtant à toutes les gares. Le temps de parcours moyen est de 50 minutes, et de 41 minutes pour les trains ne s'arrêtant pas en gare de Villereversure, Simandre-sur-Suran et Cize-Bolozon.

#### Temps de parcours en 2011
Il n'y avait qu'un unique aller/retour Saint-Claude - Bourg quotidien en semaine (il y en a désormais deux depuis les nouveaux horaires du 11 décembre 2011), les autres services étant maintenus par autocar. Le trajet est effectué en (temps aller - temps retour) : 52 minutes - 61 minutes depuis Oyonnax, et 36 minutes - 44 minutes depuis Brion. Ces temps de trajet sont notablement supérieurs à ceux qui avaient été estimés avant la réouverture de la ligne (respectivement 44 minutes et 32 minutes). Il y a deux allers le matin de Saint-Claude à Bourg et deux retours de Bourg à Saint-Claude le soir. Il est donc impossible de faire l’aller-retour en sens inverse dans la journée par le train, seuls des bus sont à disposition, qui effectuent le trajet en 1 h 55 sans arrêt de Bourg à Montréal, contre 1 h 36 avec arrêts pour les trains.
La section Brion-Bellegarde n'est parcourue que par les TGV, tous les services Transport express régional étant assurés par autocar.
Les temps de parcours par TGV de Bourg-en-Bresse à Bellegarde sont compris entre 46 minutes et 54 minutes, sans rapport avec l’arrêt ou non à Nurieux. Les temps de parcours totaux entre Paris et Genève sont compris entre 3 h 05 et 3 h 17, contre 3 h 35 avant le passage par la ligne du Haut-Bugey. Cela représente un coût par minute gagnée entre 10 566 000 € et 24 385 000 €. Ce gain de temps a fait débat en Suisse, car une durée de trajet en dessous du seuil des 3h avait été envisagée lors des études préliminaires. Finalement au service d'hiver 2015-2016, un TGV Paris Gare de Lyon - Genève (le 9765) est tracé en 2h58.